# Listă de orașe din statul Oklahoma

Harta statului indicând comitatele sale și distribuția demografică a populației statului

Această pagină este o listă de orașe (în original, cities) din statul Oklahoma, aranjată sub forma unei liste alfabetice a acestora.

 Listele de mai jos conțin toate comitatele și localitățile statului Oklahoma
- Listă de comitate din statul Oklahoma
- Listă de localități mici din statul Oklahoma - (towns)
- Listă de cantoane din statul Oklahoma - (townships)
- Listă de comunități desemnate pentru recensământ din statul Oklahoma - (CDPs)
- Listă de comunități neîncorporate din statul Oklahoma
- Listă de comunități abandonate din statul Oklahoma

## A
- Ada
- Adair
- Aline
- Alma
- Altus
- Alva
- Anadarko
- Antlers
- Arcadia
- Ardmore
- Asher
- Atoka

## B
- Barnsdall
- Bartlesville
- Beaver
- Beggs
- Bethany
- Bixby
- Blackwell
- Blanchard
- Boise City
- Bowlegs
- Bridgeport
- Bristow
- Broken Arrow
- Broken Bow
- Bunch

## C
- Cache
- Cameron
- Catoosa
- Cedar Valley
- Centrahoma
- Chandler
- Checotah
- Chelsea
- Cherokee
- Chickasha
- Choctaw
- Claremore
- Cleveland
- Clinton
- Coalgate
- Comanche
- Commerce
- Coweta
- Crescent
- Cromwell
- Cushing

## D
- Davis
- Del City
- Dewey
- Drumright
- Duncan
- Durant

## E
- Edmond
- Elgin
- Elk City
- El Reno
- Enid
- Erick
- Eufaula

## F
- Fairview
- Fort Gibson
- Frederick

## G
- Garber
- Geary
- Glenpool
- Grandfield
- Grove
- Guthrie
- Guymon
- Gould

## H
- Henryetta

## I
- Idabel
- Inola

## J
- Jay
- Jenks

## K
- Kaw City
- Kingfisher
- Konawa
- Krebs

## L
- Lawton
- Lehigh
- Lexington
- Lindsay
- Lone Grove
- Langston
- Lamont

## M
- McAlester
- Madill
- Mangum
- Marietta
- Marlow
- Maud
- McLoud, Oklahoma
- Meeker
- Medford
- Miami
- Midwest City
- Minco
- Moore
- Morris
- Muskogee
- Mustang

## N
- Newcastle
- New Cordell
- Newkirk
- Nichols Hills
- Nicoma Park
- Noble
- Norman
- Nowata

## O
- Oakhurst
- Oilton
- Okemah
- Oklahoma City
- Okmulgee
- Owasso
- Owaho, Oklahoma

## P
- Pauls Valley
- Pawhuska
- Pawnee
- Perkins
- Perry
- Picher
- Piedmont
- Ponca City
- Pond Creek
- Poteau
- Prague
- Pryor
- Purcell

## R
- Ringwood
- Red Oak
- Ripley

## S
- Sallisaw
- Sand Springs
- Sapulpa
- Sasakwa
- Sayre
- Seiling
- Seminole
- Shawnee
- Shidler
- Snyder
- Spencer
- Spiro
- Stigler
- Stillwater
- Stilwell
- Stroud
- Sulphur

## T
- Tahlequah
- Tecumseh
- The Village
- Thomas
- Tishomingo
- Tonkawa
- Tulsa
- Tupelo
- Tuttle

## V
- Vinita

## W
- Wagoner
- Walters
- Warr Acres
- Watonga
- Waurika
- Waynoka
- Weatherford
- Wetumka
- Wewoka
- Wilburton
- Wilson
- Woodward
- Wynnewood

## Y
- Yale
- Yukon

## Alte legături interne
- Categorie:Liste de comitate din Statele Unite ale Americii după stat
- Categorie:Liste de orașe din Statele Unite după stat
- Categorie:Liste de târguri din Statele Unite după stat
- Categorie:Liste de districte civile din Statele Unite după stat
- Categorie:Liste de sate din Statele Unite după stat
- Categorie:Liste de comunități neîncorporate din Statele Unite după stat
- Categorie:Liste de localități dispărute din Statele Unite după stat
- Categorie:Liste de comunități desemnate pentru recensământ din Statele Unite după stat
- Categorie:Liste de rezervații amerindiene din Statele Unite după stat
- Categorie:Liste de zone de teritoriu neorganizat din Statele Unite după stat